# Katsuura, Chiba

Katsuura (勝浦市 Katsuura-shi?), este un municipiu din Japonia, prefectura Chiba.